# Pjotr Iwanowitsch Tschardynin

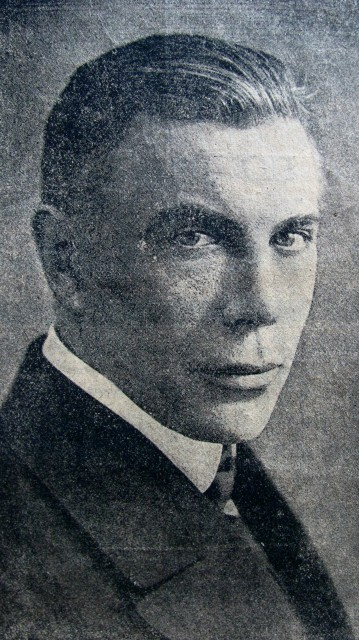
Pjotr Tschardynin

Pjotr Iwanowitsch Tschardynin (russisch Пётр Иванович Чардынин; * 8. Februar 1872 oder 1873 in Tscherdyn oder Simbirsk, Russisches Kaiserreich; † 14. August 1934 in Odessa, Sowjetunion, heute Ukraine) war ein russischer Schauspieler und Stummfilmregisseur, einer der herausragenden Vertreter der frühen Kinematographie im Zarenreich, „gepriesen von der prärevolutionären, kulturbeflissenen Bourgeoisie vor allem für seine Literaturadaptionen.“

## Leben
Tschardynin verließ mit 16 Jahren die Schule, um nach Moskau zu gehen. An der dortigen philharmonischen Gesellschaft erhielt er ab 1890 eine künstlerische (musikalische) Ausbildung, im Jahr darauf ließ sich Tschardynin bei Wladimir Nemirowitsch-Dantschenko auch im klassischen Schauspiel unterrichten. Zunächst trat er an der Moskauer Philharmonie auf, später wirkte der aus der Region Perm stammende Nachwuchskünstler auch an diversen Theatern in der russischen Provinz wie Belgorod, Orechowo-Sujewo, Uralsk und Wologda, wo er 1901 den Hamlet gab, auf. Gegen Ende des ersten Jahrzehnts des 20. Jahrhunderts stieß Tschardynin zur bis dahin in Russland kaum existenten Kinematographie.
Ab 1909 ist er in einer Fülle von (meist kurzen) Filmen zunächst als Schauspieler und Regisseur, seit den frühen 1910er Jahren fast nur noch als Regisseur nachzuweisen. Für den Großteil seiner Inszenierungen konnte Pjotr Tschardynin den populärsten Leinwandstar der Zarenzeit, Iwan Mosschuchin, gewinnen. Tschardynins größte Erfolge waren Werke nach literarischen Vorlagen heimischer Schriftsteller-Größen wie Fjodor Dostojewski, Alexander Puschkin und Lew Tolstoi. Tschardynin inszenierte aber auch Abenteuergeschichten, Dramen und Melodramen. Seine Werke wurden vor allem vom gehobenen Bildungsbürgertum der Endphase der russischen Monarchie geschätzt. Als staatstreuer Untertan drehte Tschardynin 1913 überdies ein filmisches Loblied auf die Zarenfamilie Romanow anlässlich des 300. Jahrestages der Thronbesteigung („Wozarenije Romanowitsch“). Zuletzt setzte er auch die überaus populäre, jung verstorbene Filmkünstlerin Wera Cholodnaja in Szene. Beide feierten 1918 Tschardynins größten Erfolg mit dem Filmstück „Moltschi, grust, moltschi“, in dem der Regisseur nach längerer Zeit wieder vor die Kamera trat.
Die Oktoberrevolution veranlasste Tschardynin wenig später zur vorübergehenden Emigration ins westliche Ausland. 1920/1921 hielt er sich in Italien, Deutschland und sehr kurz auch in Frankreich. Im Frühjahr 1921 inszenierte Tschardynin für eine kleine, weißrussische Exilantenfirma in Berlin einen weitgehend unbekannt gebliebenen Film mit einer rein weißrussischen Besetzung, in der er (als Peter Tschardin) ebenfalls nachzuweisen ist. Noch im selben Jahr verließ er das Land wieder und ging nach Lettland, wo er sich in Riga niederließ. 1923 wagte Tschardynin die Rückkehr in seine kommunistisch gewordene Heimat und ließ sich am Schwarzen Meer nieder. Dort nahm Pjotr Tschardynin seinen Beruf wieder auf und drehte sporadisch Filme für das Odessa Film Studio, doch „fand er nur schwer Anschluß an das gänzlich –  thematisch wie stilistisch –  veränderte, nunmehr sowjetische Filmschaffen.“ 1930 wurde er von den sowjetischen Behörden mit einem Arbeitsverbot belegt. Tschardynin starb 1934, mittlerweile vollkommen vergessen, an Leberkrebs in seiner letzten Wahlheimat Odessa. Von seinen über 200 vorrevolutionären (also bis 1917 entstandenen) Filmen sollen 34 heute noch existieren.

## Filmografie
als Regisseur, wenn nicht anders angegeben
- 1909: Borjarin Orscha (Co-Regie, auch Schauspieler)
- 1909: Chirurgija (auch Schauspieler)
- 1909: Mortwije duschi (auch Schauspieler)
- 1909: Idiot
- 1909: Brak
- 1910: Vadim
- 1910: Maskarad
- 1910: Pikowaja dama
- 1911: Na kanune manifesta 19 fewralja
- 1911: Bjesdna
- 1911: Krejzerowa sonata (auch Schauspieler)
- 1912: Bratja
- 1912: Woina i mir
- 1912: Schiwoj trup
- 1912: Tschelowek
- 1912: Durman
- 1913: Domik w kolomne
- 1913: Wozarenije Romanowitsch (Co-Regie)
- 1914: Mazeppa (Co-Regie)
- 1914: Rewnost
- 1914: Sestra miloserdja
- 1914: Ti pomlis ni?
- 1914: Sorwanetsch
- 1914: Krisantemi
- 1914: W rukatsch bespotschatnogo roka
- 1915: Natascha Rostowa (Co-Regie)
- 1915: Wlast Tmi
- 1915: Potop
- 1915: Wosrojdennije
- 1915: Komedia smerti
- 1915: Katjuscha Maslowa
- 1916: Radi Stschastja
- 1916: Rokowoj talant
- 1916: Rosa bjeli
- 1917: Na altar krasot
- 1917: U kamina (auch Kamera)
- 1917: Schenzina rab
- 1918: Moltschi, grust, moltschi (auch Schauspieler)
- 1920: Rasskaz o sei poweschinnich
- 1921. Dubrowsky, der Räuber Ataman
- 1925: Ukrasija
- 1926: Taras Schewtschenko
- 1927: Taras Trjassilo
- 1928: Tscherwonjez